# USS Wilkes-Barre (CL-103)
USS Wilkes-Barre (CL-103) là một tàu tuần dương hạng nhẹ thuộc lớp Cleveland của Hải quân Hoa Kỳ được hoàn tất trong trong giai đoạn cuối Chiến tranh Thế giới thứ hai. Nó là chiếc tàu chiến đầu tiên của Hải quân Mỹ được đặt theo tên thành phố Wilkes-Barre thuộc tiểu bang Pennsylvania. Nó đã phục vụ thuần túy tại Mặt trận Thái Bình Dương từ khi đưa vào hoạt động cho đến khi chiến tranh kết thúc. Giống như hầu hết các tàu chị em cùng lớp, nó ngừng hoạt động không lâu sau đó, được đưa về lực lượng dự bị và không bao giờ phục vụ trở lại. Con tàu bị đánh chìm như một mục tiêu vào năm 1972. Wilkes-Barre được tặng tưởng bốn Ngôi sao chiến trận cho thành tích hoạt động trong Thế Chiến II.

## Thiết kế và chế tạo

### Thiết kế
Lớp Cleveland được thiết kế nhằm mục đích gia tăng tầm xa hoạt động, tăng cường hỏa lực phòng không và sự bảo vệ chống ngư lôi so với các tàu tuần dương Hoa Kỳ trước đây. Cho dù kém hơn ba nòng pháo 6-inch so với những chiếc lớp Brooklyn dẫn trước, hệ thống kiểm soát hỏa lực mới và tiên tiến hơn giúp cho lớp Cleveland có được ưu thế về hỏa lực trong chiến đấu thực tế. Tuy nhiên việc tăng cường thêm dàn hỏa lực phòng không hạng nhẹ cho đến cuối Thế Chiến II khiến các con tàu bị nặng đầu đáng kể.

### Chế tạo
Wilkes-Barre được đặt lườn vào ngày 14 tháng 12 năm 1942 tại xưởng tàu của hãng New York Shipbuilding Corporation tại Camden, New Jersey. Nó được hạ thủy vào ngày 24 tháng 12 năm 1943, được đỡ đầu bởi Bà Grace Shoemaker Miner, phu nhân vị bác sĩ nổi tiếng tại Wilkes-Barre, và được đưa ra hoạt động tại Xưởng hải quân Philadelphia vào ngày 1 tháng 7 năm 1944 dưới quyền chỉ huy của Thuyền trưởng, Đại tá Hải quân Robert L. Porter, Jr..

## Lịch sử hoạt động

### Chiến tranh Thế giới thứ hai

#### 1944
Sau khi hoàn tất việc trang bị, Wilkes-Barre tiến hành chuyến đi chạy thử máy tại vịnh Chesapeake và tại vịnh Paria, Trinidad trước khi quay trở về Philadelphia để hiệu chỉnh sau thử máy. Lên đường vào ngày 23 tháng 10, chiếc tàu tuần dương mới tiến hành huấn luyện đang khi trên đường đi kênh đào Panama, băng qua kênh đào vào ngày 27 tháng 10 và đi đến San Diego, California, nơi nó được tiếp liệu và tiếp đạn. Sau các cuộc thực hành tác xạ ngoài khơi đảo San Clemente, California, nó lên đường đi Hawaii vào ngày 10 tháng 11. Wilkes-Barre đi đến Trân Châu Cảng vào ngày 17 tháng 11, tiến hành các đợt thực tập tại vùng biển Hawaii trong các ngày 19–24 tháng 11 và 2–3 tháng 12 trước khi rời Oahu vào ngày 14 tháng 12 hướng đến khu vực quần đảo Caroline. Sau khi đi đến Ulithi, Wilkes-Barre gia nhập Đội tuần dương 17 và lên đường vào ngày 30 tháng 12 trong thành phần hộ tống cho Lực lượng Đặc nhiệm 38 dưới quyền chỉ huy của Phó đô đốc John S. McCain.

#### 1945
Máy bay của Lực lượng Đặc nhiệm 38 đã tấn công các mục tiêu tại Đài Loan và phía Nam quần đảo Ryukyu, rồi sau đó nhắm vào các mục tiêu Nhật Bản trên đảo Luzon để hỗ trợ cho cuộc đổ bộ lên hòn đảo thuộc Philippines này. Lực lượng Đặc nhiệm 38 tung ra đợt tấn công thứ hai vào các vị trí Nhật Bản tại Đài Loan vào ngày 9 tháng 1 năm 1945, trước khi đi qua eo biển Bashi trong đêm 9–10 tháng 1 hướng vào biển Nam Trung Quốc ngăn ngừa mối đe dọa của lực lượng tàu nổi đối phương vốn có thể can thiệp vào cuộc đổ bộ trong vịnh Lingayen. Vào ngày 12 tháng 1, ngày mà máy bay của hải quân đã đánh chìm 127.000 tấn tàu hải quân và tàu buôn đối phương tại khu vực Đông Dương, Wilkes-Barre cùng các tàu chị em trong Đội tuần dương 17 được cho tách khỏi Đội Đặc nhiệm 38.2 để trở thành Đội Đặc nhiệm 34.5, với nhiệm vụ đối phó với lực lượng tàu nổi đối phương được báo cáo hiện diện ngoài khơi vịnh Cam Ranh. Tuy nhiên, máy bay trinh sát từ các tàu tuần dương không tìm thấy dấu vết của đối thủ, nên Wilkes-Barre cùng phần còn lại của Đội tuần dương 17 lại gia nhập cùng Lực lượng Đặc nhiệm 38.
Không lâu sau đó, vào ngày 13–14 tháng 1, Wilkes-Barre và các tàu tháp tùng gặp phải thời tiết xấu, một vùng nhiễu loạn nhiệt đới gây ra thời tiết bão tố xen kẻ với những cơn mưa rào, biển động nặng và gió mạnh từ hướng Đông Bắc. Wilkes-Barre bị lật nghiêng qua mạn cho đến 38° khi nó hướng lên phía Đông Bắc. Tuy nhiên, tình hình thời tiết lại khá lên cho phép tiến hành không kích tàu bè và mục tiêu Nhật dọc theo bờ biển Trung Quốc và Đông Dương. Qua những lổ hổng giữa lớp mây dày đặc, máy bay từ tàu sân bay Mỹ đã ném bom tàu bè Nhật tại Cao Hùng, Hạ Môn và Sán Đầu vào ngày 15 tháng 1, và xuống đảo Hải Nam, Đông Dương và Hong Kong trong ngày 16 tháng 1. Hoạt động tiếp nhiên liệu cho đội đặc nhiệm, vốn bị ngăn trở bởi thời tiết xấu, cuối cùng cũng hoàn tất vào ngày 19 tháng 1, không lâu trước khi các con tàu băng qua eo biển Balintang.
Việc không kích xuống Đài Loan được tiếp nối vào ngày 21 tháng 1, nhưng đối phương phản ứng dữ dội, gây hư hại cho các tàu sân bay Langley (CVL-27) và Ticonderoga (CV-14). Ngày hôm sau, như là một cuộc trả thù, máy bay hải quân tấn công mọi mục tiêu Nhật Bản phát hiện được trên đảo Okinawa, hoạt động sau cùng của một chuỗi 27 ngày hoạt động liên tục.
Ngày 26 tháng 1, Lực lượng Đặc nhiệm 38 đi đến Ulithi để tiếp tế và sửa chữa, nơi mà nó đổi tên thành Lực lượng Đặc nhiệm 58 và quyền chỉ huy Lực lượng đặc nhiệm tàu sân bay nhanh được chuyển cho Phó đô đốc Marc A. Mitscher. Chỉ trong hai tuần, Wilkes-Barre lại ra khơi vẫn cùng với Đội tuần dương 17 nhưng được bố trí cùng Đội Đặc nhiệm 58.3 dưới quyền chỉ huy của Chuẩn đô đốc Frederick C. Sherman, vốn đặt cờ hiệu của mình trên tàu sân bay Essex (CV-9). Chiếc tàu tuần dương hạng nhẹ và các tàu cùng đi xuất hiện ngoài khơi đảo Honshū, Nhật Bản vào ngày 16 tháng 2 để bảo vệ cho các tàu sân bay trong khi máy bay của chúng ném bom Tokyo, một hoạt động nghi binh phân tán cho hoạt động chính ở phía Nam: cuộc chiếm đóng Iwo Jima. Máy bay của Đô đốc Sherman đã tấn công các sân bay và cơ sở công nghiệp gần Tokyo trong cuộc ném bom đầu tiên kể từ cuộc Không kích Doolittle huyền thoại vào tháng 4 năm 1942.
Sau hai ngày không kích xuống thủ đô Nhật Bản, đội đặc nhiệm lên đường hướng đến Iwo Jima, tiến hành các cuộc không kích xuống các vị trí quân Nhật tại Chichi Jima và Haha Jima trên đường đi. Ngày 19 tháng 2 năm 1945, lực lượng Thủy quân Lục chiến rời tàu đổ bộ hướng đến các bãi đổ bộ tại Iwo Jima. Tuy nhiên, người ta nhanh chóng nhận ra sự gay go để có thể đánh bại được lực lượng phòng thủ trên đảo dưới quyền tướng Tadamichi Kuribayashi. Ngày 21 tháng 2, Wilkes-Barre được gọi để trợ giúp trong việc bắn phá bờ biển. Hỏa lực hải pháo của chiếc tàu tuần dương hạng nhẹ, dưới sự hướng dẫn từ thủy phi cơ trinh sát OS2U Kingfisher của nó, đã tiêu diệt các vị trí pháo, hầm trú ẩn, hang động và kho đạn. Trong một lần, hỏa lực bắn theo yêu cầu đã giúp đẩy lùi một đợt phản công của quân Nhật.
Wilkes-Barre gia nhập trở lại Đội Đặc nhiệm 58.3 vào ngày 23 tháng 2, hộ tống các tàu sân bay trong khi máy bay của chúng tấn công các mục tiêu chung quanh Tokyo vào ngày 25 tháng 2, và xuống Okinawa vào ngày 1 tháng 3. Bốn ngày sau, đội đặc nhiệm quay trở về Ulithi để tiếp tế và tiếp nhiên liệu. Chiếc tàu tuần dương hạng nhẹ tiếp tục thả neo tại vũng biển Ulithi từ ngày 5 đến ngày 14 tháng 3, trước khi tham gia tập trận cùng với Lực lượng Đặc nhiệm 59 trong các ngày 14 và 15 tháng 3. Sau đó nó được điều trở lại Đội Đặc nhiệm 58.3 rồi lên đường hướng đến Nhật Bản không lâu sau đó.
Di chuyển đến phía Đông Okinawa vào ngày 18 tháng 3, các tàu sân bay tung ra những đợt không kích xuống các sân bay Nhật trên đảo Kyūshū, và tiếp nối trong ngày hôm sau. Đối phương đáp trả bằng các đợt không kích nhắm vào đội đặc nhiệm, nhưng bị ngăn chặn bởi hỏa lực phòng không và những máy bay tiêm kích tuần tra chiến đấu trên không (CAP). Trong ngày 19 tháng 3, Wilkes-Barre bắn rơi chiếc máy bay đối phương đầu tiên, một chiếc máy bay ném bom bổ nhào Yokosuka D4Y "Judy". Tuy nhiên, đối phương cũng xoay xở đánh trúng hai quả bom vào tàu sân bay Franklin (CV-13) trong ngày hôm đó, khiến nó hư hại nặng. Đội đặc nhiệm rút lui về điểm hẹn tiếp nhiên liệu, và bảo vệ cho những con tàu bị hư hại, trong khi đối phương tiếp tục truy kích.
Các đợt không kích được tiếp nối trong những ngày tiếp theo. Máy bay của Đội đặc nhiệm 58.3 tấn công những mục tiêu Nhật Bản tại khu vực Okinawa trong các ngày 23 và 24 tháng 3; thủy phi cơ Kingfisher của Wilkes-Barre đã cứu vớt hai phi công từ tàu sân bay hạng nhẹ Bataan (CVL-29) ngoài khơi Minami daitō vào ngày 24 tháng 3. Ba ngày sau đó, chiếc tàu tuần dương cùng toàn thể Đội tuần dương 17 và các tàu khu trục quay trở lại khu vực Minami daitō để bắn phá sân bay trên đảo này.
Vào ngày 29 tháng 3, sau một chuyến đi tốc độ cao hướng đến Kyūshū, các tàu sân bay của đội đặc nhiệm, được Wilkes-Barre cùng các tàu tuần dương chị em và một số tàu khu trục hộ tống, tung ra đợt không kích lúc bình minh xuống những mục tiêu dọc bờ biển Kyūshū và biển nội địa Seto. Một lần nữa thủy phi cơ của chiếc tàu tuần dương lại giải cứu hai thành viên đội bay từ tàu sân bay Bunker Hill (CV-17) khi họ bị bắn rơi tại vùng biển ngoài khơi Yakushima.
Vào ngày Chúa nhật Phục sinh 1 tháng 4 năm 1945, Trận Okinawa chính thức mở màn khi diễn ra các cuộc đổ bộ trên bờ biển phía Tây hòn đảo. Lực lượng Đặc nhiệm 58 đã hỗ trợ trong giai đoạn mở màn, khi các tàu sân bay tung ra một loạt các phi vụ hỗ trợ khác nhau, cũng như vô hiệu hóa các sân bay tại Kyūshū, Shikoku và phía Nam Honshū. Một căn cứ không quân chủ yếu là Sakishima cùng thuộc quần đảo Ryūkyū cũng bị không kích nặng nề. Tuy nhiên, máy bay tấn công cảm tử Kamikaze Nhật Bản, xuất phát từ các sân bay trên các đảo chính quốc, liên tiếp phản công vào lực lượng đổ bộ.
Máy bay Nhật Bản tấn công Đội đặc nhiệm 58.3 vào ngày 11 tháng 4; và từ trưa cho đến chiều tối, các khẩu pháo của Wilkes-Barre hợp cùng các tàu hộ tống khác đã dựng nên một hàng rào hỏa lực phòng không ngăn chặn những kẻ tấn công. Nó bắn rơi ba máy bay tiêm kích A6M Zero và một máy bay ném bom bổ nhào Aichi D3A "Val", đồng thời góp phần trợ giúp vào việc bắn rơi thêm hai chiếc Zero khác.
Sau đó, Wilkes-Barre đã tháp tùng Lực lượng Đặc nhiệm 58 hướng lên phía Bắc, để tung ra các đợt không kích xuống các sân bay tại phía Nam đảo Kyūshū. Những căn cứ này, được cho là nơi xuất phát các cuộc tấn công tự sát nhắm vào lực lượng viễn chinh Hoa Kỳ ngoài khơi Okinawa, đã bị ném bom liên tục suốt ngày 16 tháng 4. Phía Nhật Bản cũng nỗ lực chống trả, khi nhiều đợt máy bay đối phương tìm cách xuyên qua hàng rào phòng thủ của máy bay tiêm kích tuần tra chiến đấu trên không (CAP). Chiếc tàu tuần dương đã cùng các tàu hộ tống khác cung cấp hỏa lực phòng không bảo vệ cho các tàu sân bay. Nó bắn rơi một máy bay ném bom lúc 18 giờ 54 phút ngày 16 tháng 4, rồi một chiếc Zero lúc 09 giờ 39 phút ngày 17 tháng 4.
Thủy phi cơ Kingfisher của Wilkes-Barre một lần nữa làm tròn nhiệm vụ tìm kiến giải cứu, khi cứu vớt được hai phi công hải quân bị bắn rơi cách 30 mi (48 km) về phía Đông Okinawa vào ngày 26 tháng 4. Trong mười ngày đầu của tháng 5, các tàu sân bay đã hoạt động từ vị trí cách 60 mi (97 km) về phía Đông Okinawa, tiếp tục tung ra các đợt không kích xuống hòn đảo này. Đội tuần dương 17, có các tàu khu trục hộ tống, tạm thời được cho tách khỏi Đội đặc nhiệm 58.3 vào ngày 10 tháng 5 cho một đợt bắn phá ban đêm xuống Minami Daito Shima. Máy bay đối phương, vốn đã lãng vãng chung quanh đội đặc nhiệm từ ngày hôm trước, đã tận dụng cơ hội thiếu vắng này để ra đòn tấn công nhanh. Hai máy bay Kamikaze đã xuyên qua hàng rào phòng không và đâm trúng Bunker Hill, khiến chiếc tàu sân bay ngập trong biển lửa ở phần đuôi tàu. Đến 10 giờ 59 phút, Wilkes-Barre được lệnh đi đến trợ giúp chiếc tàu sân bay gặp nạn.

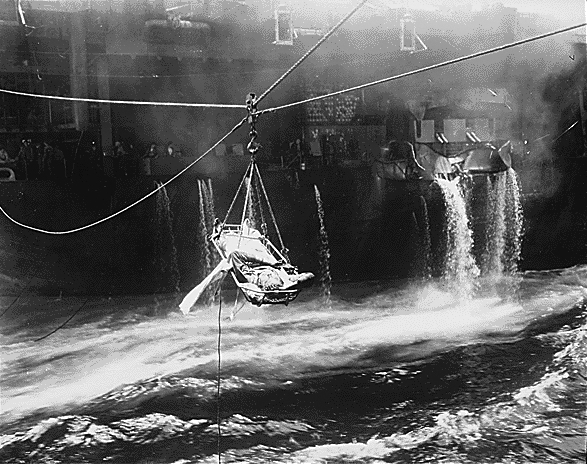
Chuyển người bị thương từ tàu sân bay sang Wilkes Barre.

Đại tá Porter đưa chiếc tàu tuần dương của mình cặp bên mạn Bunker Hill lúc 11 giờ 15 phút, cho mũi tàu của Wilkes-Barre tiếp cận phía sau bên mạn phải của chiếc tàu sân bay, và đưa 10 vòi phun nước hướng vào đám cháy; đồng thời 40 người bị mắc kẹt tại phần đuôi chiếc tàu sân bay được giải cứu. Trong khi đó các tàu khu trục Stembel (DD-644), Charles S. Sperry (DD-697) và English (DD-696) cũng trợ giúp vào việc chữa cháy. Wilkes-Barre cho chuyển những thiết bị chữa cháy và dụng cụ cứu hộ sang chiếc tàu sân bay, đổi lấy những thành viên tàu sân bay bị thương hay tử trận. Đến 15 giờ 34 phút, khi các đám cháy bị dập tắt hoàn toàn và không còn cần đến sự trợ giúp, nó tách khỏi chiếc tàu sân bay.
Vào ngày 12 tháng 5, Wilkes-Barre cử hành nghi thức an táng trên biển cho 13 thành viên thủy thủ đoàn chiếc tàu sân bay qua đời do vết thương quá nặng, và chuyển những người bị thương còn lại sang chiếc tàu bệnh viện Bountiful (AH-9). Cũng trong ngày hôm đó, Lực lượng Đặc nhiệm 56 di chuyển đến ngoài khơi bờ biển Kyūshū, tung ra các đợt không kích vào ngày hôm sau nhắm vào các sân bay trên đảo này. Phía Nhật Bản phản công vào ngày 14 tháng 5, và đến nữa đêm các đội đặc nhiệm khác cũng được huy động để cùng hoạt động phối hợp. Đợt phản công của đối phương không ảnh hưởng đến Wilkes-Barre cho đến bình minh ngày hôm sau. Trong một đợt không kích, mảnh đạn pháo, có thể do hỏa lực bắn nhầm từ tàu bạn, đã rơi trúng tàu và làm bị thương 9 người tại tháp chỉ huy phía sau. Đến 08 giờ 16 phút, nó góp phần trợ giúp vào việc bắn rơi một chiếc A6M Zero.
Vào ngày 28 tháng 5, Đệ Ngũ hạm đội được đổi tên thành Đệ Tam hạm đội khi Đô đốc William Halsey đảm nhiệm quyền Tư lệnh thay thế Đô đốc Raymond Spruance; lực lượng đặc nhiệm tàu sân bay nhanh cũng đổi phiên hiệu từ 58 thành 38 khi Phó đô đốc John S. McCain thay phiên chỉ huy cho Phó đô đốc Marc A. Mitscher. Sau khi hoàn thành lượt phục vụ ngoài khơi Okinawa và các đảo chính quốc Nhật Bản, Wilkes-Barre tách khỏi Đội đặc nhiệm 38.3 một ngày sau đó để hướng đến Philippines, nơi nó neo đậu tại khu vực vịnh San Pedro từ ngày 1 đến ngày 20 tháng 6 để được sửa chữa, bảo trì và tiếp liệu. Sau đó nó thực hành tác xạ và huấn luyện chiến thuật ngoài khơi Samar từ ngày 20 đến ngày 23 tháng 6, rồi quay trở lại nơi neo đậu cho đến hết tháng đó.
Lực lượng Đặc nhiệm 38 khởi hành từ vịnh Leyte vào ngày 1 tháng 7 tiến hành những lượt tấn công cuối cùng xuống chính quốc Nhật Bản. Trong thành phần Đội đặc nhiệm 38.3, Wilkes-Barre di chuyển cùng những tàu đồng đội thuộc Đội tuần dương 17, và trong tuần đầu tiên của tháng 7, các con tàu thực hành tuần tra phòng không và tác xạ trên đường đi. Máy bay từ tàu sân bay đã không kích những mục tiêu trên đảo Hokkaido và Honshū vào ngày 10 tháng 7; bốn ngày sau, đội tàu tuần dương tách khỏi lực lượng đặc nhiệm cho một lượt càn quét tàu bè đối phương về phía Bắc Honshū và dọc theo eo biển Kii. Đến ngày 17 tháng 7, các tàu sân bay tiếp tục không kích khu vực phụ cận Tokyo, và trong đêm 24-25 tháng 7, chiếc tàu tuần dương lại cùng đồng đội tách khỏi lực lượng đặc nhiệm cho một đợt bắn phá căn cứ thủy phi cơ tại Kushimoto và sân bay tại Shionomisaki, ở bờ biển cực Nam đảo Honshū.
Máy bay hải quân lại tiếp tục không kích xuống Kure và Kobe từ ngày 24 đến ngày 27 tháng 7, chủ đích nhằm săn lùng tàu bè đối phương đang ẩn náu trong vùng biển nội địa Seto. Đến ngày 30 tháng 7, họ lại tấn công các cơ sở công nghiệp tại khu vực phụ cận Tokyo và Nagoya. Đây chỉ là màn dạo đầu trước khi diễn ra đợt không kích mạnh mẽ nhất từ trước đến nay, trước khi hai quả bom nguyên tử được lần lượt ném xuống Hiroshima và Nagasaki vào các ngày 6 và 9 tháng 8 tương ứng.
Các cơn bão đã giữ chân máy bay trên tàu sân bay trong tuần đầu tiên của tháng 8, nhưng đến ngày 7 tháng 8, các tàu chiến đã chuyển hướng lên phía Bắc tiếp tục các đợt không kích xuống khu vực Honshū-Hokkaido. Thời tiết xấu đã ngăn trở các phi vụ ném bom trong ngày 8 tháng 8, nhưng trong hai ngày tiếp theo chúng được thực hiện theo kế hoạch. Vào lúc này sự kiện ném hai quả bom nguyên tử, cùng với việc Liên Xô tấn công Mãn Châu và sự sụp đổ toàn diện của nền công nghiệp quốc phòng đã khiến Nhật Bản không còn lối thoát. Đến ngày 15 tháng 8, Nhật Bản tuyên bố chấp nhận đầu hàng vô điều kiện.

### Sau chiến tranh
Đội Tuần dương 17 được cho tách khỏi Đội đặc nhiệm 38.3 vào ngày 23 tháng 8, và đến ngày 27 tháng 8, sau 59 ngày liên tục ngoài biển, chúng tham gia thành phần Đệ Tam hạm đội khải hoàn tiến vào Sagami Wan, cửa ngỏ đi vào vịnh Tokyo. Wilkes-Barre nằm trong thành phần lực lượng chiếm đóng, các khẩu pháo 6 inch của nó bảo vệ cho việc chiếm đóng Căn cứ hải quân Yokosuka. Đến ngày 3 tháng 9, một ngày sau khi Nhật Bản chính thức đầu hàng, chiếc tàu tuần dương tiến vào vịnh Tokyo sau khi đã di chuyển trên 103.000 hải lý trong suốt cuộc chiến tranh. Trong vai trò soái hạm của một đội giải giáp, Đơn vị Đặc nhiệm 35.7.2, nó rời vịnh Tokyo vào ngày 9 tháng 9 đi đến Tateyama Wan, thả neo tại đây vào cuối buổi chiều. Ngày 10 tháng 9, nó bảo vệ cho việc chiếm đóng căn cứ của tàu ngầm bỏ túi Kairyu và xuồng cảm tử Shinyo tại đây trước khi quay trở về vịnh Tokyo.
Các hoạt động khác liên quan đến việc chiếm đóng đất nhà của đối thủ trước đây giữ cho Wilkes-Barre luôn bận bịu. Nó thả neo ngoài khơi Koajiro Ko, Sagami Wan từ ngày 12 đến ngày 14 tháng 9 để giải giới các căn cứ tàu ngầm bỏ túi Aburatsubo và Kurihama trên bán đảo Sagami. Sau đó nó thả neo trong vịnh Tokyo để tiếp liệu và tiếp nhiên liệu trong ngày 14 tháng 9 trước khi chuyển đến Onagawa Wan từ ngày 15 đến ngày 17 tháng 9. Nó tiến hành một nhiệm vụ giải giới khác, các khẩu pháo của nó hỗ trợ cho việc chiếm đóng Katsuura Wan trước khi nó quay trở lại Tokyo vào ngày 24 tháng 9.
Từ ngày 24 tháng 9 đến ngày 4 tháng 10, Wilkes-Barre thả neo gần núi Phú Sĩ, ngọn núi thiêng liêng của Nhật Bản, tiến hành các cuộc thực tập tác xạ và chiến thuật từ ngày 24 đến ngày 28 tháng 10. Được cho tách khỏi Đệ Ngũ hạm đội vào ngày 5 tháng 11, nó lên đường đi Triều Tiên vào ngày 9 tháng 11, đi đến Jinsen (nay là Inchon) vào ngày 13 tháng 11. Vào ngày 16 tháng 11, chiếc tàu tuần dương đã cùng các tàu khu trục Hart (DD-594) và Bell (DD-587) chuyển đến Thanh Đảo, Trung Quốc. Các nhiệm vụ chiếm đóng khác giữ nó ở lạ̣i cảng này cho đến ngày 19 tháng 11. Trong những tuần lễ tiếp theo, nó hai lần đi đến Đại Cô và Tần Hoàng Đảo thuộc Trung Quốc trước khi quay trở về Thanh Đảo, nơi nó trải qua hết thời gian còn lại của năm 1945.
Cuối cùng được lệnh quay trở về Hoa Kỳ vào ngày 13 tháng 1, 1946, Wilkes-Barre đi ngang qua Trân Châu Cảng và về đến San Pedro, California vào ngày 31 tháng 1. Nó lại lên đường vào ngày 4 tháng 3 hướng sang vùng bờ Đông Hoa Kỳ. Băng qua kênh đào Panama trong ngày 12–14 tháng 3, chiếc tàu tuần dương hạng nhẹ đi đến Philadelphia vào ngày 18 tháng 3 và tiếp tục ở lại đây trong suốt mùa Xuân và mùa Hè năm 1946. Nó lên đường đi vịnh Mexico vào ngày 20 tháng 10, đến New Orleans kịp lúc để tham gia lễ hội Ngày Hải quân 27 tháng 10 tại đây.
Từ New Orleans, Wilkes-Barre lên đường đi vịnh Guantánamo, Cuba cho một đợt huấn luyện ôn tập cùng các tàu tuần dương hạng nhẹ Dayton (CL-105) và Providence (CL-82). Sau khi quay trở về Norfolk, Virginia vào ngày 13 tháng 12, Wilkes-Barre thực hiện chuyến đi viếng thăm hữu nghị đến Anh Quốc và Na Uy, lên đường vào ngày 17 tháng 2, 1947 và đi đến Plymouth, Anh Quốc vào ngày 27 tháng 2. Sau đó nó hoạt động tại vùng biển quần đảo Anh Quốc trong suốt tháng 3 và tháng 4, cùng thực hiện một chuyến viếng thăm Bergen, Na Uy trước khi quay trở về Hoa Kỳ và được đưa về Hạm đội Dự bị Đại Tây Dương.
Được cho xuất biên chế vào ngày 9 tháng 10 năm 1947, Wilkes-Barre được đưa về lực lượng dự bị tại Philadelphia, và bị bỏ không tại đây cho đến khi bị rút tên khỏi danh sách Đăng bạ Hải quân vào ngày 15 tháng 1, 1971, là chiếc tàu tuần dương hạng nhẹ cuối cùng còn lại trong danh sách Đăng bạ. Sau đó, con tàu được sử dụng cho các thử nghiệm nổ dưới nước. Vào ngày 12 tháng 5, 1972, lườn tàu bị vỡ làm đôi; phần đuôi tự chìm trong ngày hôm đó, trong khi phần mũi chìm vào ngày 13 tháng 5 do một liều bộc phá.

## Phần thưởng
Wilkes-Barre được tặng tưởng bốn Ngôi sao chiến trận cho thành tích hoạt động trong Thế Chiến II.
|  |                                                       |  |
|  | Bronze star · Bronze star · Bronze star · Bronze star |  |
|  |                                                       |  |

| Dãi băng Hoạt động Tác chiến            |                                                                         |                                      |
| Huân chương Chiến dịch Hoa Kỳ           | Huân chương Chiến dịch Châu Á-Thái Bình Dương với 4 Ngôi sao Chiến trận | Huân chương Chiến thắng Thế Chiến II |
| Huân chương Phục vụ Chiếm đóng Hải quân | Đơn vị Tuyên dương Tổng thống Philippine                                | Huân chương Giải phóng Philippine    |